# The Chambers Brothers
Pour les articles homonymes, voir Chambers.
The Chambers Brothers est un groupe de soul et rock psychédélique américain. Il est formé vers 1961 à Los Angeles. Ils sont surtout connus pour leur succès de 1968, un morceau de 11 minutes, Time Has Come Today. Le groupe fait partie de cette vague de nouvelle musique intégrant le blues américain et les traditions gospel avec des éléments modernes, rock et psychédéliques. Leur musique a été plusieurs fois reprise dans des bandes originales de films.

## Biographie

### Débuts
Originaires du comté de Lee, Mississippi, les treize enfants Chambers, huit garçons et cinq filles, font très vite partie de la chorale de l'église baptiste de leur village.
Au début des années 1950, la famille s'installe à Los Angeles. Quatre des frères Chambers commencent à mettre du folk, puis du rock dans leur gospel, se produisant chaque dimanche à la Greater Mount Zion Baptist Church. Il s'agit de Joe et Willie à la guitare, Lester à l'harmonica et George à la contrebassine. Ils tournent bientôt en Californie du sud, mais demeurent largement méconnus.
Au début des années 1960, ils font la connaissance de Hoyt Axton, Ramblin' Jack Elliott, Reverend Gary Davis et surtout Barbara Dane qui enregistre et tourne avec eux. Elle les introduit à Pete Seeger, qui les fait participer au Newport Folk Festival en 1965. Une chanson, I Got It, apparaît sur un album Newport Folk Festival 1965, paru sur le label Vanguard. En 1965 toujours, Brian Keenan rejoint le groupe en tant que batteur.
Mais les temps changent, et à l'instar de Bob Dylan, les Chambers Brothers s'électrifient.

### Time Has Come Today
Le plus gros succès du groupe est incontestablement Time Has Come Today écrit par Joe et Willie Chambers, de l'album The Time Has Come en 1968. Le titre est classé no 11 pendant cinq semaines dans le Billboard Hot 100.

### Séparation
Mais, malgré encore plusieurs albums non dénués d'intérêt, le groupe eut du mal à assurer une carrière. Dissous en 1972, reformé en 1974, puis quelques changements de musiciens et le groupe s'arrêtera finalement en 1976.
On retrouve épisodiquement la trace de l'un ou l'autre frère comme musicien de session. Brian Keenan meurt en 1985. En 2006, on a pu voir le guitariste Willie Chambers dans un groupe appelé Vince and the Invinceables.
George Chambers meurt le 12 octobre 2019.

## Discographie

### Albums studio
- People Get Ready (Vault 9003, 1966)[2]
- Now (Vault SLP-115-1966)[3]
- Barbara Dane and The Chambers Brothers (Folkways Records FA 2468-1966)[4]
- The Time Has Come (Columbia CL 2722 (Mono)/CS 9522 (Stereo) - 1967)[5]
- Groovin' Time (Folkways Records FW 31008-1968)[6]
- Shout (Vault SLP-120-1968)[7] & (Vault VS 390-1968)[8]
- A New Time – A New Day (Columbia CS 9671-1968)[9]
- Love, Peace And Happiness / Live At Bill Graham's Fillmore East (Columbia CS 9934, 1969)[10]
- Shout - (Liberty, LBS 83272-1969), Réédition
- Feelin' the Blues (Vault 128-1970)[11]
- New Generation (Columbia  C 30032-1971)[12]
- Oh, My God! (Columbia 31158-1972)[13]
- Unbonded (Avco AV 11013-1974)[14]
- Right Move (Avco AV 69003-1975)[15]
- Live in Concert on Mars (Roxbury RLX-106-1976)[16]

### CD
- Now! Live (One Way 35142-1999, réédition de Now Vault SLP-115 LP)[17]
- The Time Has Come (Columbia/Legacy 63984-2000), aussi sur (Repertoire 2337-2007 avec bonus)[18]
- Live Fillmore West 65 (Falcon Music Germany 3537-2004)[19]
- Live (Acrobat 4046-2005)[réf. souhaitée]
- Soul Up (Karussell 635050-19??, réédition de Now Vault album)[réf. souhaitée]
- People Get Ready (Collectors' Choice 08302-2007 réédition de (Vault 9003, 1965 LP)[2]
- Now (Collectors' Choice 08312-2007 réédition de Vault SLP-115, 1966 LP)[3]
- Shout (Collectors' Choice 08322-2007 réédition de of (Vault SLP-120-1968)[7]
- Feelin' the Blues (Collectors' Choice 08332-2007 réédition de Vault 128, 1970 LP)[20]
- The Time Has Come (Sony/BMG Special Markets, 2008)[réf. souhaitée]

### Compilations
LP
- Chambers Brothers' Greatest Hits [Double Album] (Vault SLP 135, 1970)[réf. souhaitée]
- Greatest Hits (Columbia 30871, 1971)[21]
- The Best of the Chambers Brothers [Double Album] (Fantasy 24718, 1973)[réf. souhaitée]
- The Time Has Come / A New Time – A New Day [2 on 1 Album] (Columbia CG 33642, 1975)[22]

CD
- Greatest Hits (Columbia CK-30871, 1988)
- Goin Uptown (Sony Special Products, 1995)
- Time Has Come: Best Of The Chambers Brothers (Legacy/Sony, 1996)
- Time (Sony Special Products, 1998)
- Now / People Get Ready [2 on 1 CD] (Repertoire, 1999)